# Chronologie des faits économiques et sociaux dans les années 1470
Chronologie de l'économie
Années 1460 - Années 1470 - Années 1480

## Événements
- 1470-1570 : essor des foires de Lyon (instituées en 1420 au nombre deux par an, de trois à partir de 1444 et de quatre à partir de 1464)[1].
- 1473 : premier budget général connu au Portugal[2] ; l’intendance centrale des Finances calcule les recettes et les dépenses ordinaires de l’année écoulée et évalue ces dernières pour l’année qui commence, en tenant compte des mesures fiscales proposées et adoptées.
- 1475 :
  - les importations de sel sont multipliées par six à Rouen entre 1475 et 1515.
  - essor du commerce aux Pays-Bas qui a doublé de 1400 à 1475[3].
- 1477-1479 : faillites des banques filiales des Médicis à Londres (1477), à Bruges (1478), à Milan (1478) et à Avignon (1479) due au manque d’intérêt de Laurent le Magnifique pour les affaires[4].
- 1478 : la population d’Istanbul est environ de 70 000 à 80 000 habitants[5].

- Le Tyrol devient l’un des grands centres producteurs d’argent d’Europe[6].

- Le sultan ottoman Mehmet II ordonne de recopier toutes les chartes de donation sur des registres, avec mention de tous les revenus des biens concédés, afin de supprimer les malversations et les vexations, en particulier dans les territoires européens de l’Empire où les paysans chrétiens sont opprimés[7].

- La Castille compte quatre millions d’habitants, l’Aragona huit-cent-cinquante-mille, le Portugal un million d'habitants[8].

- Russie : Ivan III de Moscou, pour mieux brider ses boyards, concède à ses fidèles des terres de la couronne nommées pomiechtchie et dont le détenteur (pomiechtchik) est toujours révocable. Le paysan est de plus en plus attaché aux domaines et à la fin du XVe siècle, il ne peut s’en éloigner qu’une fois par an. Toujours plus endetté envers le grand propriétaire, il doit s’engager à travailler quotidiennement pour lui. À ce servage pour dettes, le paysan ne peut échapper qu’en s’enfuyant vers les terres du Sud lorsqu’elles sont reprises aux Mongols[9].